# 鲁斯滕费尔德
鲁斯滕费尔德（德語：Rustenfelde）是德国图林根州的市镇，隶属于艾希斯费尔德县。总面积为6.15平方千米，截至2023年12月31日总人口为526人。